# Episodi di Magic City (prima stagione)
La prima stagione della serie televisiva Magic City, composta da 8 episodi, è stata trasmessa regolarmente sul canale statunitense Starz dal 6 aprile al 1º giugno 2012. Il primo episodio è stato trasmesso in anteprima il 30 marzo 2012.
In Italia è andata in onda in prima visione sul canale satellitare Sky Atlantic dal 10 aprile al 2 giugno 2014.
| nº | Titolo originale                     | Titolo italiano     | Prima TV USA   | Prima TV Italia |
| -- | ------------------------------------ | ------------------- | -------------- | --------------- |
| 1  | The Year of the Fin                  | L'anno della pinna  | 30 marzo 2012  | 10 aprile 2014  |
| 2  | Feeding Frenzy                       | Compromessi         | 13 aprile 2012 | 21 aprile 2014  |
| 3  | Castles Made of Sand                 | Castelli di sabbia  | 20 aprile 2012 | 28 aprile 2014  |
| 4  | Atonement                            | Espiazione          | 27 aprile 2012 | 5 maggio 2014   |
| 5  | Suicide Blonde                       | Bionda da morire    | 4 maggio 2012  | 12 maggio 2014  |
| 6  | The Harder They Fall                 | L'incontro          | 11 maggio 2012 | 19 maggio 2014  |
| 7  | Who's The Horse And Who's The Rider? | Cavallo e cavaliere | 18 maggio 2012 | 26 maggio 2014  |
| 8  | Time and Tide                        | Tempo e marea       | 1º giugno 2012 | 2 giugno 2014   |